# Eremogone franklinii
Eremogone franklinii là loài thực vật có hoa thuộc họ Cẩm chướng. Loài này được (Douglas ex Hook.) R.L.Hartm. & Rabeler mô tả khoa học đầu tiên năm 2004.